# IC 2117
IC 2117 је емисиона маглина у сазвјежђу Златна риба која се налази на листи објеката дубоког неба у Индекс каталогу.
Деклинација објекта је - 68° 26' 32" а ректасцензија 4h 57m 14,3s.